# Idaea incisaria
Idaea incisaria là một loài bướm đêm trong họ Geometridae.